# My Philosophical Development
My Philosophical Development (trad. Histoire de mes idées philosophiques) est un livre de 1959 du philosophe Bertrand Russell, dans lequel l'auteur résume ses convictions philosophiques et explique comment elles ont évolué au cours de sa vie.

## Contenu
Russell rend compte de son développement philosophique. Il décrit sa période hégélienne et inclut des notes inédites pour une philosophie hégélienne des sciences. Il traite ensuite de la double révolution impliquée par son abandon de l'idéalisme britannique et l'adoption d'une logique mathématique fondée sur celle de Giuseppe Peano. Après deux chapitres sur les Principia Mathematica (1910-1913), il passe aux problèmes de perception tels qu'ils sont traités dans Notre connaissance du monde extérieur (Our Knowledge of the External World, 1914). Dans un chapitre sur « L'impact de Wittgenstein », Russell examine ce qu'il pense maintenant devoir être accepté et ce qui est rejeté dans l'œuvre de ce dernier. Il remarque les changements par rapport aux théories antérieures requis par l'adoption du point de vue de William James selon lequel la sensation n'est pas essentiellement relationnelle et n'est pas en soi une forme de connaissance. Dans un chapitre explicatif, il s'efforce de lever les idées fausses et les objections à ses théories sur la relation de la perception à la connaissance scientifique. Russell conclut par une réimpression de quelques articles sur la philosophie moderne d'Oxford.